# Ruđer Bošković
Ruđer Josip Bošković SJ (em sérvio:  Руђер Јосип Бошковић, transl. Ruđer Bošković; em italiano:  Ruggiero Giuseppe Boscovich) (Dubrovnique, 18 de maio de 1711 – Milão, 13 de fevereiro de 1787), foi um padre jesuíta, físico, astrônomo, matemático, filósofo, diplomata e poeta dálmata. Nascido na República de Ragusa, viveu na Inglaterra, na França e, por fim, na Itália. Foi chamado de "o maior gênio que a Iugoslávia já produziu".

## Biografia
Ruggiero Boscovich Bettera nasceu em 18 de maio de 1711 na cidade de República de Ragusa (Dubrovnique) de pai católico de origem disputada. Algumas fontes afirmam que este era croata, e outras, que era sérvio. Mercante natural da Herzegovina e mãe de etnia italiana, Boscovich se considerava dálmata. Aos 14 anos, se inscreveu no colégio jesuíta de Roma. Ali estudou, além de teologia, astronomia e matemática, terminou seu noviciado e entrou para a Ordem dos Jesuítas. Depois de concluir seus estudos ordinários, foi nomeado professor de matemática no mesmo colégio.
Publicou uma obra sobre as manchas solares em 1736 e, em 1740, passou a lecionar no Colégio Romano, sendo a partir daí conselheiro científico da Igreja Católica no Vaticano. Suas atividades em Roma incluíram, entre outras, a criação de observatório, a drenagem dos pântanos pontinos, a restauração do zimbório da Basílica de São Pedro (a pedido do papa Bento XIV) e o cálculo da medida do trecho do meridiano entre Roma (41°54’N) e Rimini (44°03’N).
Saiu em viagem e explorou várias regiões da Europa e da Ásia, tendo feito pesquisas em sítios onde mais tarde a Troia Homérica foi descoberta por Schliemann. Foi admitido na Royal Society de Londres em junho de 1760 e aí escreveu um longo poema sobre “aparências visíveis do Sol e da Lua”, sendo que sobre este e Boscovich foi dito: “É Newton na boca de Virgílio”. Foi convidado a lecionar em diversas sociedades e academias científicas de sua época na Europa.
Sua Teoria da Filosofia Natural, publicada em 1758, atraiu admiradores desde a sua época até os dias de hoje, pela sua ambiciosa tentativa de entender a estrutura do Universo com base em uma ideia única, que corresponde atualmente à teoria do campo unificado. Além disso, apresentou seu modelo atômico consistindo num ponto central rodeado por uma nuvem de forças atrativas e repulsivas, o chamado "Campo de Bosković", usando princípios newtonianos. Nesta obra desenvolveu o conceito de átomo como um centro de forças de tipo pontual. Essa influência foi realmente imensa: os maiores cientistas europeus, particularmente na Inglaterra, elogiaram repetidamente a Teoria e dedicaram-lhe grande atenção ao longo do século XIX, e o interesse por ela reacendeu-se na segunda metade do século XX. Um historiador da ciência recente chama-o "o verdadeiro criador da física atômica fundamental, tal como a entendemos".                                                  Acrescenta ainda que a sua contribuição original antecipou a linha de trabalho e muitas das características da física atômica do século XX. E não é apenas este o mérito da Teoria. Porque, também qualitativamente, previu diversos fenômenos físicos que foram sendo observados, tais como a penetrabilidade da matéria por partículas em alta velocidade e a possibilidade de estados da matéria de densidade excepcionalmente alta.
Não é de estranhar, pois, que essa obra tenha sido objeto de muita admiração e elogios por parte de alguns dos grandes cientistas da era moderna. Faraday escreveu em 1844: "Parece que o método mais seguro é pressupor o mínimo possível, e é por isso que acho que os átomos de Boscovich levam grande vantagem sobre as noções mais usuais". Mendeleiev disse de Boscovich que "é considerado o fundador da atomística moderna". Clerk Maxwell acrescentou, em 1877: "A melhor coisa que podemos fazer é livrarmo-nos do núcleo rígido e substituí-lo por um átomo de Boscovich". Em 1958, realizou-se em Belgrado um Simpósio internacional para comemorar 200 anos da publicação da teoria; os trabalhos apresentados incluíram papers de Niels Bohr e Heisenberg.
Em 1764 foi chamado para ocupar a cadeira de matemáticas e foi ainda diretor por seis anos do Observatório Astronômico de Brera em Milão.
Foi recebido pelos grandes pensadores e eruditos da época, tendo mantido correspondência com Voltaire e com Samuel Johnson. Foi agraciado com a nacionalidade francesa e passa a dirigir o departamento de óptica da Marinha Real, em Paris, onde viveu até 1783 e impressionou os astrônomos Joseph Lalande e Laplace e o enciclopedista  d’Alembert, dentre outros.
Retornou à Itália, tendo vivido em Bassano durante dois anos, tratando da publicação, entre outras, de sua obra Opera pertinentia ad opticam et astronomia em 5 volumes. Ficou alguns meses no convento de Vallombrosa e voltou a Brera em 1786 e encerrou seus trabalhos. Sua saúde foi piorando, seu prestígio se esvaneceu. Desapontado e doente, foi para Milão onde faleceu em 1787, tendo sido sepultado na igreja de Santa Maria Podone.

## Homenagens
Suas contribuições na área da astronomia fizeram que fosse homenageado com o nome de uma cratera lunar. O seu nome foi dado também a diversas instituições: 
- Na Instituição de Astronomia e Física de Belgrado, o Instituto Ruđer Bošković, fundado em 1934, Sérvia;
- Na instituição de ciências naturais de Zagreb, o Instituto Ruđer Bošković, fundado em 1950;
- No Observatório de Kalemegdan, Sérvia;
- Notas do dinar iugoslavo, emitidas pelo Banco da Iugoslávia entre os anos de 1991 a 1994, tinham impressa a imagem de Bošković.

## Trabalhos

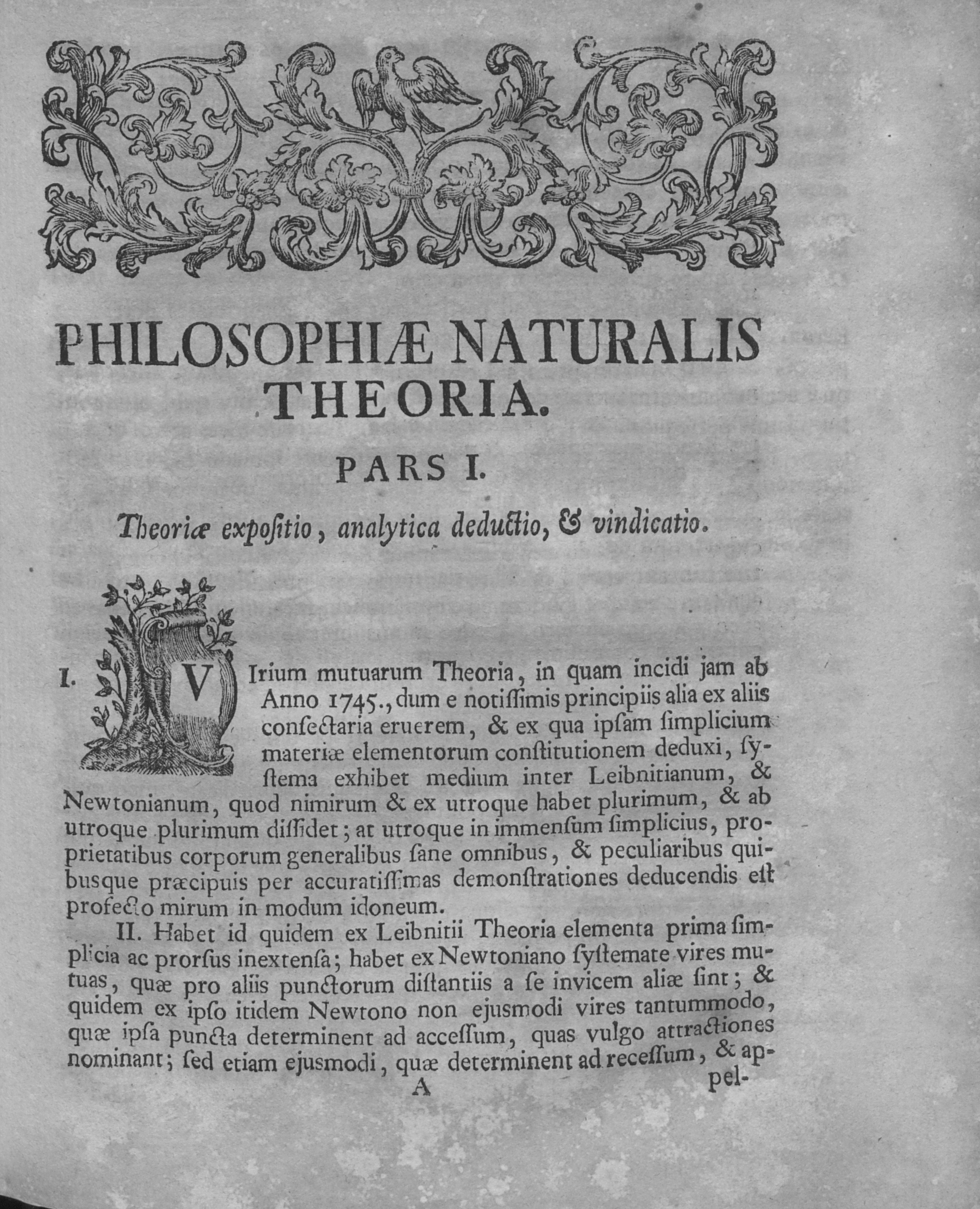
Philosophiae naturalis theoria, 1758

Boscovich publicou oito dissertações científicas antes de sua ordenação como padre jesuíta em professor e quatorze depois. Aqui uma lista parcial de suas obras escritas em latim, italiano e em francês:
- Manchas solares (1736)
- De maculis solaribus exercitatio astronomica (1736)
- De Mercurii novissimo infra Solem transitu (1737)
- Trigonometriae sphaericae constructio (1737)
- Aurora Boreal (1738)
- De novo telescopii usu ad objecta coelestia determinanda (1739)
- De veterum argumentis pro telluris sphaericitate (1739)
- Dissertatio de telluris figura (1739)
- De Circulis osculatoribus, Dissertatio (1740)
- De motu corporum projectorum in spatio non resistente (1741)
- De inaequalitate gravitatis in diversis terrae locis (1741)
- De natura et usu infinitorum et infinite parvorum (1741)
- De annusi fixarum aberrationibus (1942)
- De observationibus astronomicis et quo pertingat earundem certitudo (1742)
- Disquisitio in universam astronomiam (1742)
- Parere di tre Matematici sopra i danni che si sono trovati nella Cupola di S. Pietro (1942)
- De motu corporis attracti in centrum immobile viribus decrescentibus in ratione distantiarum reciproca duplicata in spatiis non resistentibus (1743)
- Riflessioni de' Padri Tommaso Le Seur, Francesco Jacquier de el' Ordine de' Minimi, e Ruggiero Giuseppe Boscovich della Compagnia di Gesù Sopra alcune difficoltà spettanti i danni, e Risarcimenti della Cupola Di S. Pietro (1743) – “link” p/texto completo (em Italiano);
- Nova methodus adhibendi phasium observationes in eclipsibus lunaribus ad exercendam geometriam et promovendam astronomiam (1744)
- De cycloide et logistica (1745)
- De Viribus Vivis (1745)
- Trigonometria sphaerica (1745)
- De cometis (1746)
- Dissertatio de maris aestu (1747)
- Dissertatio de lumine, 1-2 (1748/1749)
- De determinanda orbita planetae ope catoptricae ex datis vi celeritate & directione motus in dato puncto (1749)
- Sopra il Turbine che la notte tra gli XI e XII giugno del MDCCXLIX danneggio una gran parte di Roma (1749; em Latim 1766)
- De centrogravitatis (1751)
- Elementorum matheseos ad usum studiosae juventutis (1752)
- De lunae atmosphaera (1753)
- De continuitatis lege et eius consectariis pertinentibus ad prima materiae elementa eorumque vires dissertatio (1754)
- Elementorium universae matheseos, 1-3 (1757)
- De lege virium in natura existentium (1755)
- De lentibus et telescopiis dioptricis disertatio (1755)
- De inaequalitatibus quas Saturnus et Jupiter sibi mutuo videntur inducere praesertim circa tempus conjunctionis (1756)
- "A Teoria da Filosofia Natural (1758) – “link” p/ texto completo
- De Solis ac Lunae defectibus libri (1960)
- Scrittura sulli danni osservati nell' edificio della Biblioteca Cesarea di Vienna, e loro riparazione (1763)
- Memorie sopra il Porti di Rimini (1765)
- Sentimento sulla solidità della nuova Guglia del Duomo di Milano (1765)
- dissertationes quinque ad dioptricam pertinentes (1767)
- Voyage astronomique et geographique (1770)
- Memorie sulli cannocchiali diottrici (1771)
- Journal d'un voyage de Constantinopole en Pologne (1772)
- Sullo sbocco dell'Adige in Mare (1779)
- Riflessioni sulla relazione del Sig. Abate Ximenes appartenente al Progetto di un nuovo Ozzeri nello Stato Lucchese (1782)
- Giornale di un viaggio da Constantinopoli in Polonia dell'abate Ruggiero Giuseppe Boscovich, con una sua relazione delle rovine di Troia (1784)
- Opera pertinentia ad opticam et astronomiam, 1-5 (1785)
- Sui danni del Porto di Savona, loro cagioni e rimedi (1786)
- Lettere a Giovan Stefano Conti (1786)